# La Brugeoise et Nivelles
La Brugeoise et Nivelles SA fue una empresa fabricante de material ferroviario ubicada en Bélgica. La compañía, de capitales belgas, surge de la fusión de La Brugeoise, Nicaise et Delcuve con Les Ateliers métallurgiques. Sus plantas industriales estaban situadas en Brujas y en Nivelles. En 1988, la compañía canadiense Bombardier Transportation adquirió la mayoría accionaria de La Brugeoise et Nivelles.

## Historia

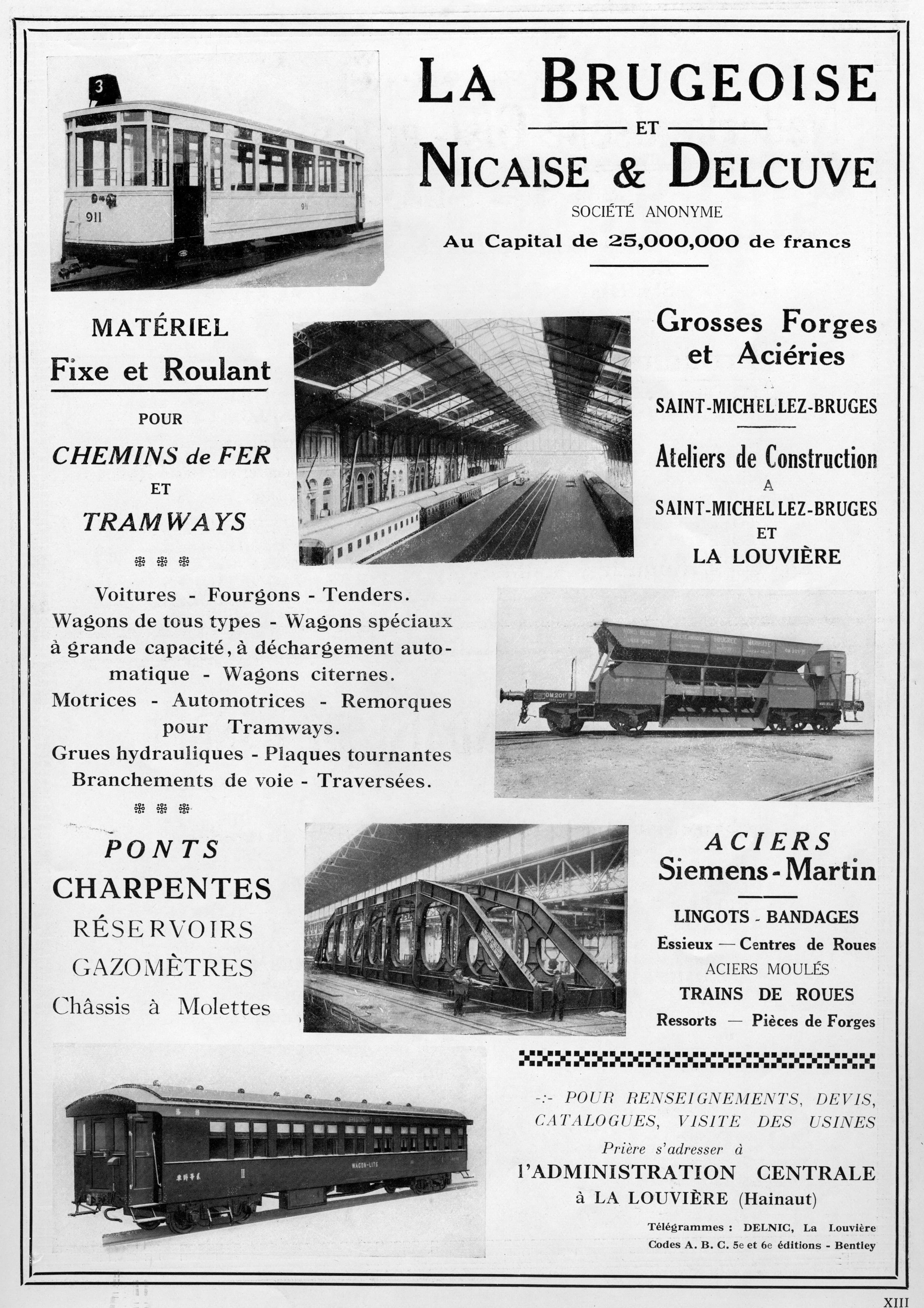
Cartel de publicidad.

En 1855, un industrial belga llamado Jan De Jaegher absorbió distintos talleres de fundición en las afueras de Brujas y formó la compañía Ateliers de construction, forges et aciéries de Bruges, más conocida como La Brugeoise.
La compañía comienza a fabricar tranvías en 1885 y a principios del siglo XX poseía plantas de producción en Charleroi.
En 1956, surge Brugeoise et Nivelles, conocida por sus siglas, BN, a partir de la fusión de La Brugeoise, Nicaise et Delcuve con Les Ateliers métallurgiques.
En 1988 comienza el proceso de adquisición de BN, por parte de Bombardier Transportation a través de una oferta pública.

## Productos
A su producción de tranvías se suma, la fabricación de coches y  vagones de cargas para distintos ferrocarriles. La compañía también produce coches de Metro, por ejemplo los coches de la Línea A (Subte de Buenos Aires) que permanecieron en servicio activo durante 99 años hasta el 2013.
En 1989 se fabricaron los vagones utilizados para el transporte de camiones mediante un servicio lanzadera en el Eurotúnel.
78 unidades de tren diésel-eléctricas para servicios en el Reino Unido fueron construidas desde 1998.
En 2011, solo la fábrica en Brujas, continúa en operación.

## Galería

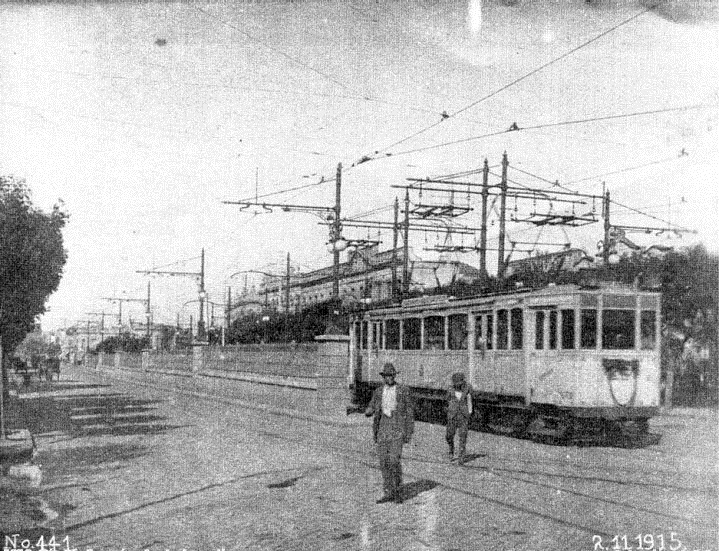
Un coche de subterráneo en Buenos Aires. Fotografía tomada en 1915.
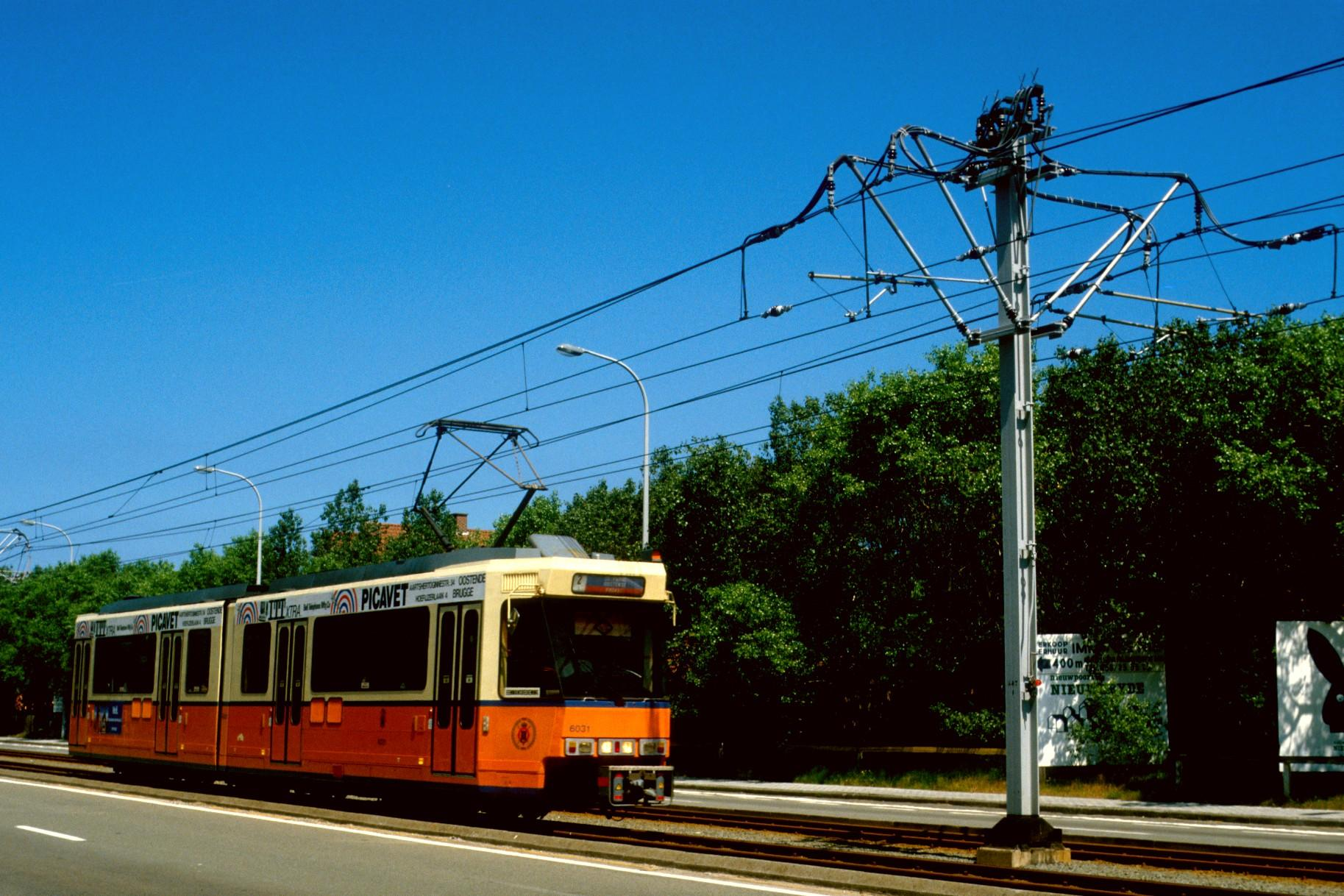
Tranvía en Nieuwpoort, en Bélgica.
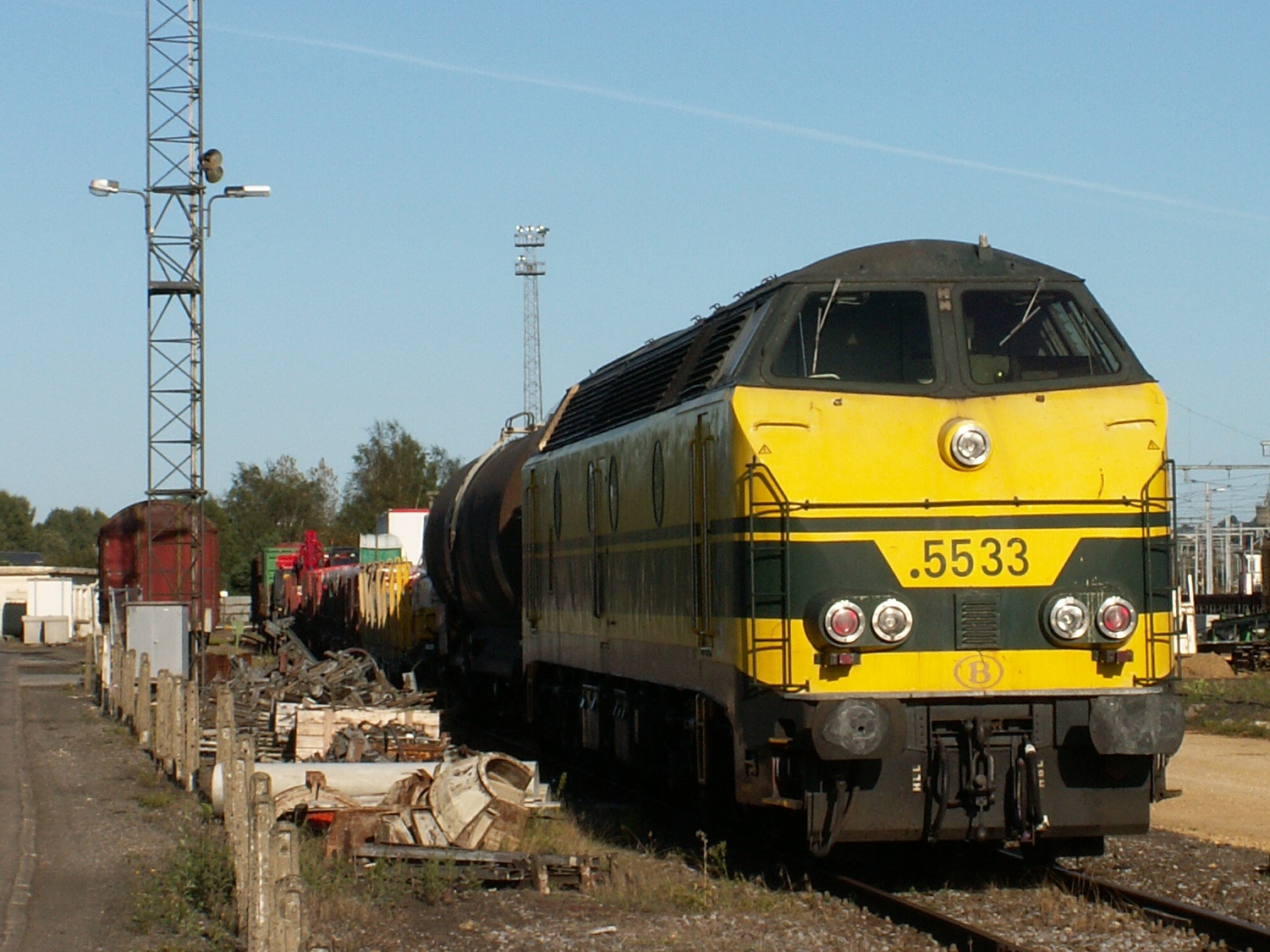
Locomotora diésel de los ferrocarriles belgas, construida bajo licencia de General Motors.
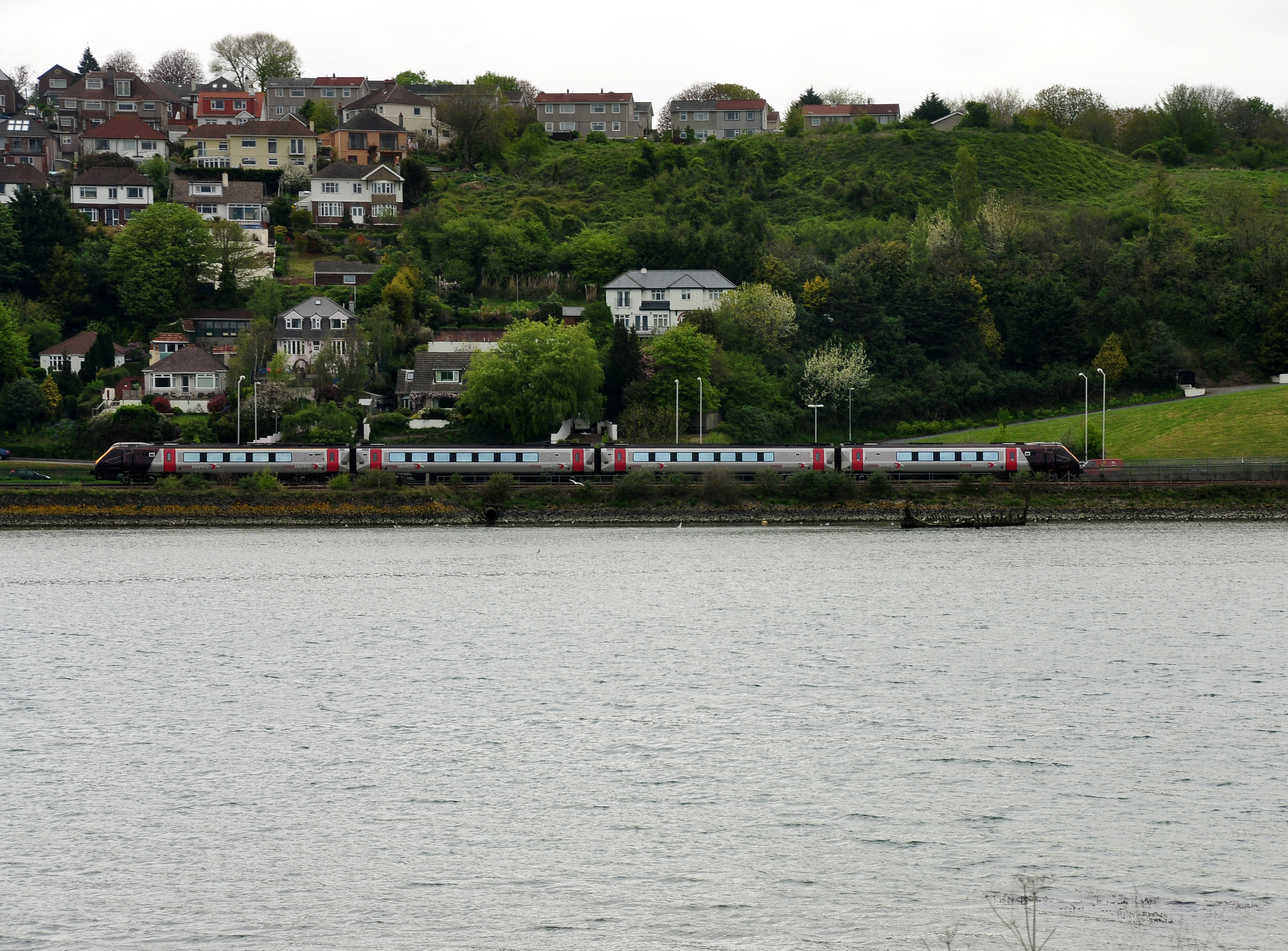
Unidad de tren diésel-eléctrico de la serie 220 en Plymouth.